# Крупищка базилика
Крупищката базилика (на македонска литературна норма: Крупишка базилика) е раннохристиянска православна църква, чиито руини са открити край щипското село Крупище, Северна Македония. Обявена е за паметник на културата.
Базиликата е разположена в рамките на крепостта Кале, североизточно от Крупище. Представлява голям представителен християнски храм. Ширината му е 28,9 m и има три кораба и пет апсиди на изток. В централната апсида е презвитериумът. Централният кораб е отделен от страничните с високи стилобати с масивни стълбове. Трите вътрешни апсиди, с които завършват трите кораба са полукръгли отвътре и многоъгълни отвън, докато крайните две са полукръгли и от двете страни.
Базиликата датира от V - VI век, като е обновена в VIII - IX. Според откривателката Блага Алексова това е катедралната църква на Величката епископия и в нея е служил Климент Охридски. Според Иван Микулчич обаче стратиграфията на обекта е изключително ясна и не позволява никакви хипотези за предполагаем мартириум от IX век, който е заемал южния кораб на базиликата, както твърди Алексова и археологическите находки говорят, че храмът е от VI век.